# Monte Mooney
Il Monte Mooney (in lingua inglese: Mount Mooney) è una montagna antartica a forma di dorsale, alta 2850 m, che si innalza proprio al di sopra della parte centrale del Ghiacciaio Robison, subito a nord delle La Gorce Mountains, catena montuosa che fa parte dei Monti della Regina Maud, in Antartide. 
Fu scoperto nel dicembre 1934 dal gruppo comandato da Quin Blackburn, che faceva parte della seconda spedizione antartica dell'esploratore polare Richard Evelyn Byrd.
La denominazione fu assegnata dallo stesso Byrd in onore di James Elliott Mooney (1901-1968), che aveva collaborato con Byrd in questa e nelle sue successive spedizioni. Dal 1959 al 1965, Mooney fu vice responsabile del Programma Antartico degli Stati Uniti d'America.